# فریدریکه فلیدنر
فریدریکه ویلهلمینه فلیدنر (به آلمانی: Friederike Wilhelmine Fliedner)،(۲۵ ژانویه ۱۸۰۰ بروانفلز; ۲۲ آپریل ۱۸۴۲ کایزرورت) با نام خانوادگی پدری (قبل از ازدواج) «مونستر»، یک معلم و پرستار آلمانی است.

## زندگی
او بزرگترین دختر یک معلم آلمانی بنام «آندریاس مونستر»(۱۷۷۵–۱۸۴۹) و «لوئیزه هارتمن» (۱۷۷۰–۱۸۱۶) از بروانفلز بود، هنگامیکه مادرش در سال ۱۹۱۶ بر اثر حصبه وفات یافت او به عنوان بزرگترین دختر خانواده مسئولیت ادارهٔ خانه و خانواده را متقبل شد. او همراه شش خواهر و برادر کوچکترش، مادربزرگ و پدرش زندگی می‌کرد. هنگامیکه پدرش بار دیگر در سال ۱۸۱۷ ازدواج نمود او باز هم به نامادریش در کارهای ادارهٔ خانواده کمک می‌نمود.
دوستی او با مبلغان مذهبی اهل بازل و آشنایی با فعالیت‌های انسان دوستانهٔ آن‌ها باعث نفوذ عقاید مذهبی در وی شد.
پس از آنکه برادرانش خانهٔ پدری را ترک کردند و خواهر کوچکترش کارهای خانه را به عهده گرفت، فریدریکه می‌بایست درآمد کسب کند تا بتواند خانواده اش را از نظر مالی تأمین کند، به این دلیل آموزش معلمی دید و به عنوان معلم از سال ۱۸۲۶ تا ۱۸۲۸ در «دوستهال» (در نزدیکی دوسلدورف) در موئسسهٔ حمایت از کودکان بی سرپرست در یک کلیسای پروتستان مشغول به کار شد. در همین حال او به یک بیماری سخت دچار شد.
در سال ۱۸۲۳ او با «تئودور فلیدنر»، بنیان‌گذار و دبیر انجمن زندانیان وستفالنی آشنا شد و آن‌ها در سال ۱۵ آوریل ۱۸۲۸ ازدواج کردند که یازده فرزند حاصل این ازدواج بود. فردریکه در سال ۱۸۴۲ در هنگام زایمان آخرین فرزند خود از دنیا رفت.
فردریکه به همراه همسرش در «کایزرورت» در زمینهٔ کمک‌ها روحی، معنوی و درمانی بسار فعالیت‌های گسترده‌ای انجام داد به طوری که امروزه تعداد بسیار زیادی از مؤسسات، تأسیسات و نهادهای درمانی-پرستاری به نام اوست.

## یادبودها، بزرگداشت‌ها
- بوخوم: مؤسسهٔ فردریکه فلیدنر
- برکن: مهد کودک فردریکه فلیدنر
- بروانفلز: خانه سالمندان فردریکه فلیدنر
- بروانفلز: خیابان فردریکه فلیدنر
- دورتموند: مرکز توانبخشی روانی فردریکه فلیدنر
- دوسلدورف: خیابان فردریکه فلیدنر
- دوسلدورف: مؤسسهٔ فردریکه فلیدنر
- اسن-شون بک: خانهٔ فردریکه فلیدنر (مرکز توانبخشی)
- ایزلون: مدرسه فردریکه فلیدنر
- کمپ-لینتفورت: خانه سالمندان فردریکه فلیدنر
- لودویگزوبورگ: سالن فردریکه فلیدنر
- مونستر: خانهٔ مسکونی فردریکه فلیدنر
- مدال «تئودور و فردریکه فلیدنر»